# Steve Jackson (autor de juegos británico)
Steve Jackson (1951, Mánchester, Gran Bretaña) es un escritor inglés especializado en la literatura fantástica. Es muy conocido en el ámbito de la industria de los juegos.
En 1975, Jackson fundó la compañía Games Workshop junto a Ian Livingstone, y entre ambos crearon la serie de libros juego «Lucha Ficción» (Fighting fantasy), publicada por la editorial Penguin Books. Sus cuatro libros de la serie Sorcery (Brujos y Guerreros en las primeras ediciones lanzadas en España) fueron traducidos y publicados en España bajo los títulos Las colinas de Shamutanti, Kharé, ciudad de las mil trampas, Las siete serpientes y La Corona de los Reyes. Los cuatro fueron publicados en la colección «Altea Junior», que la editorial Altea reservaba para este género, además de los de la serie Fighting Fantasy. En 1977, también junto a Livingstone, Jackson fue cofunfador de la revista especializada White Dwarf, dedicada a divulgar los juegos de miniaturas y de rol de Games Workshop (Warhammer Fantasy Battle, Warhammer 40.000, Warhammer Fantasy Roleplay, o Blood Bowl, entre otros).
Jackson trabaja actualmente para la compañía de videojuegos Lionhead Studios, de la que es cofundador. Además es profesor en la Universidad Brunel, en Londres, donde enseña en el máster de teoría y diseño de videojuegos (Digital Games Theory and Design).
Se le confunde a menudo con otro Steve Jackson, un diseñador estadounidense de juegos de rol, ya que éste también participó en la serie Fighting Fantasy, para la que ha escrito tres libros.

## Obra

### Videojuegos
- The Movies (Premiere Edition) (2005), Activision
- Close Combat: Invasion – Normandy (2000), Strategic Simulations, Inc.
- Circle of Blood (1996), Virgin Interactive
- Lost Eden (1995), Virgin Interactive
- Sorcery! (2013), Inkle

### Textos
- The Warlock of Firetop Mountain (1982) with Ian Livingstone, Puffin Books
- Sorcery! 1–4 (1983–5), Puffin Books
- The Citadel of Chaos (1983), Puffin Books
- Starship Traveller (1984), Puffin Books
- House of Hell (1984)
- Appointment with F.E.A.R. (1985)
- The Tasks of Tantalon (1985)
- Creature of Havoc (1986)
- The Trolltooth Wars (1989)

### Otros
- BattleCards - A card game first published in 1993. Features a unique scratch and slay system.
- F.I.S.T. - a telephone based singleplayer roleplaying game similar to Fighting Fantasy.